# Roque Fernandes dos Ramos
Roque Fernandes dos Ramos (geb. 13. Januar 1998) ist ein ehemaliger são-toméischer Kanute. Er trat bei den Olympischen Sommerspielen 2020 in Tokio in zwei Canadier-Wettbewerben an.

## Sport
Im Einer-Canadier über 1000 Meter belegte Ramos Platz 32. Im Zweier-Canadier kam er  mit Buly da Conceição Triste mit einer Zeit von 4:12,075 min auf Rang 14.